# Pteris jungneri
Pteris jungneri là một loài dương xỉ trong họ Pteridaceae. Loài này được Brause & Hieron. mô tả khoa học đầu tiên năm 1915.
Danh pháp khoa học của loài này chưa được làm sáng tỏ. 